# Kurigram (zila)
Kurigram (en bengalí: কুড়িগ্রাম) es un zila o distrito de Bangladés que forma parte de la división de Rangpur.
Comprende 9 upazilas en una superficie territorial de 2.248 km² : Bhurungamari, Char Rajibpur, Chilmari, Phulbari, Kurigram, Nageshwari Rajarhat, Raomari y Ulipur.
La capital es la ciudad de Kurigram.

## Upazilas con población en marzo de 2011[2]
- Bhurungamari 231,538
- Char Rajibpur 73,373
- Chilmari 122,841
- Kurigram Sadar 312,408
- Nageshwari 394,258
- Phulbari 160,250
- Rajarhat 182,981
- Raumari 196,417
- Ulipur 395,207

## Demografía
Según estimación 2010 contaba con una población total de 2.049.070 habitantes.